# Pont d'Eustis

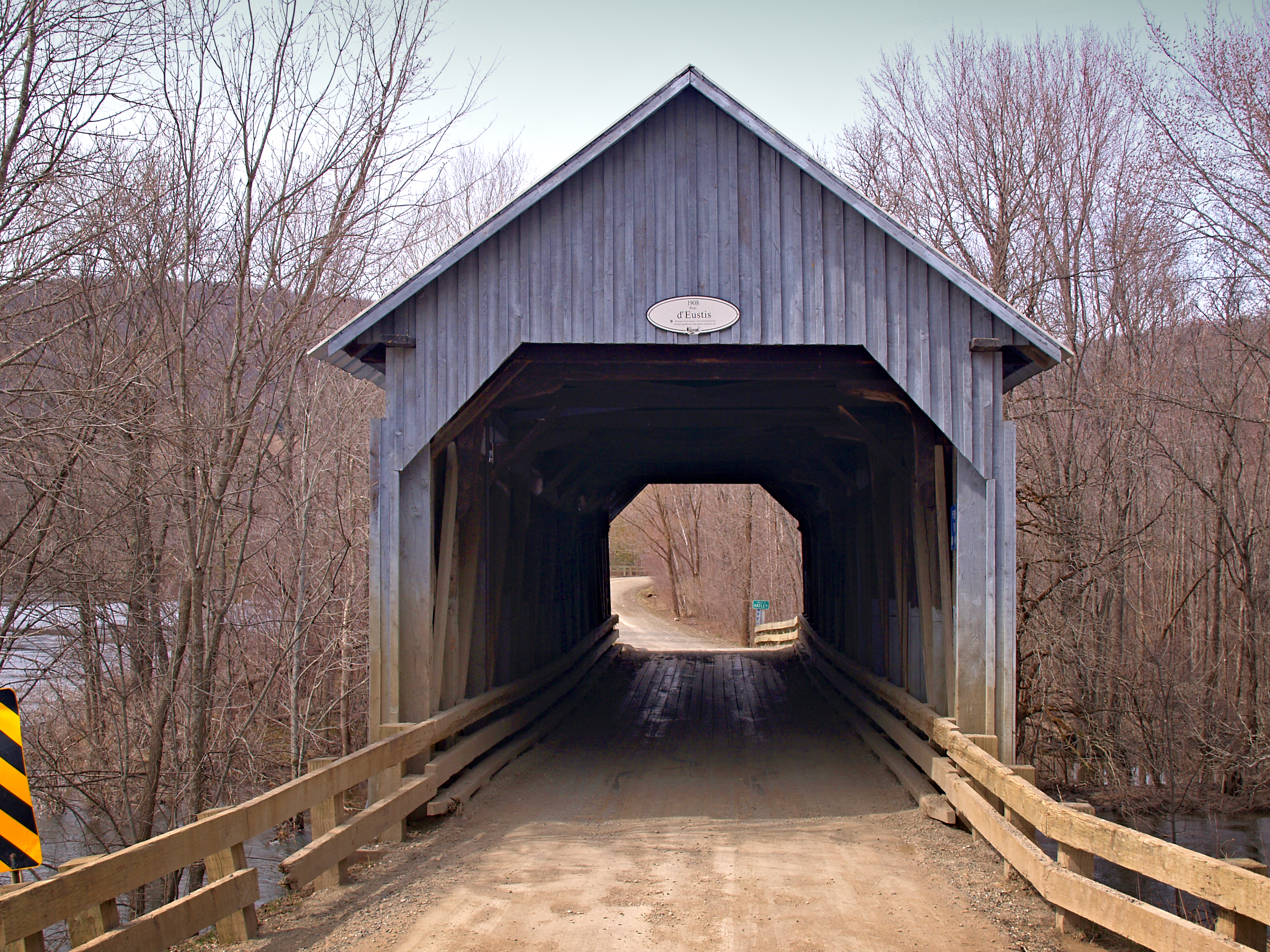
Vue frontale

Le pont d'Eustis de Waterville est un pont couvert avec une Ferme (charpente) de type poinçons multiples en bois.

## Histoire
Le pont fut construit en 1908.
À l'été 2011, le pont est complètement démonté afin d'être reconstruit en usine en partie avec les matériaux d'origine et selon les normes patrimoniales,.

## Toponyme
Le pont d'Eustis se situe aux côtés de la mine d'Eustis qui fut construite en 1865.

## Caractéristiques
Le pont et le lambris sont de couleur gris naturel. Les portiques sont sans jambages et les jambes de force sont en racines courbes.

## Galerie

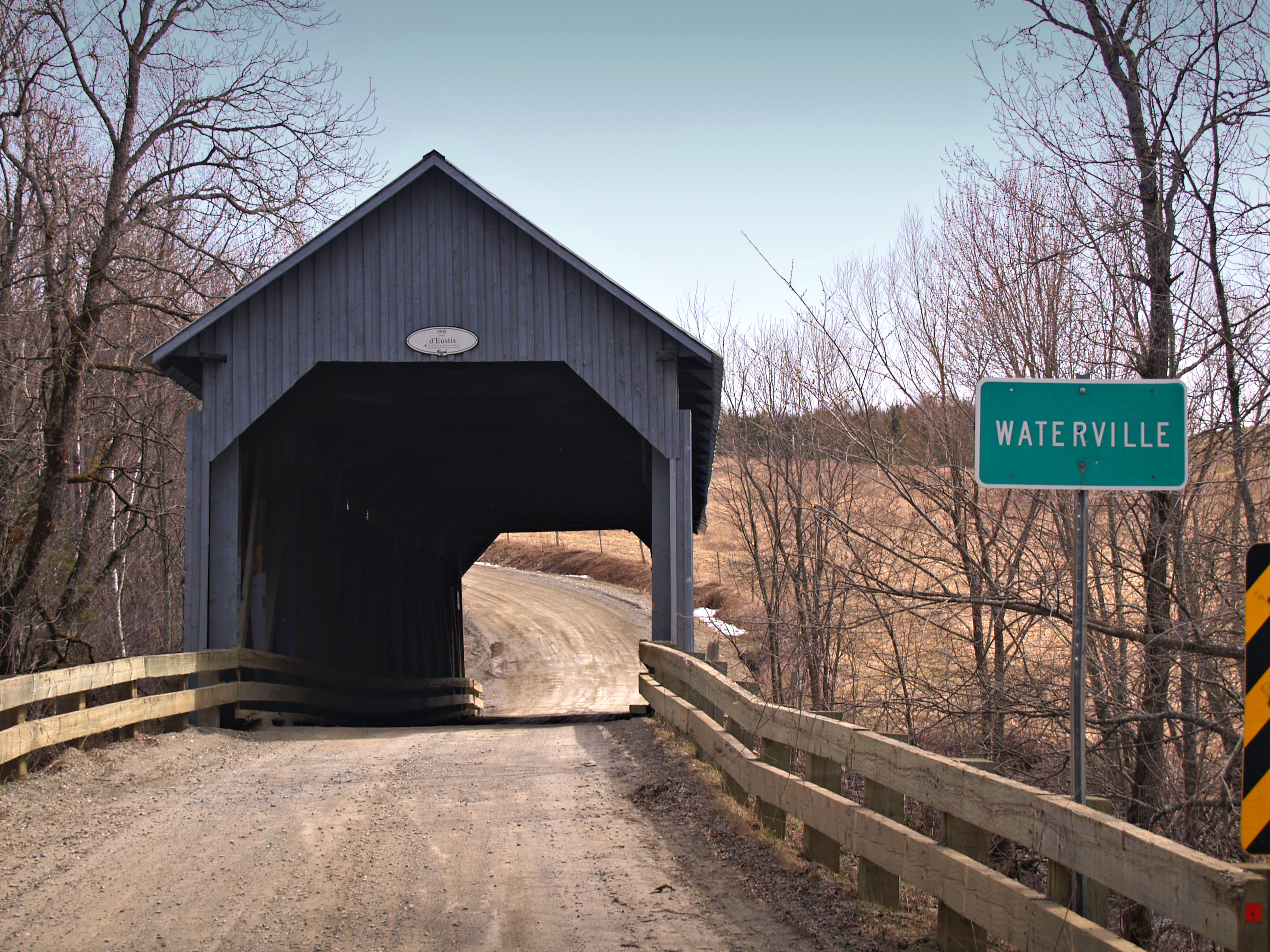
Chemin Paquette à Waterville
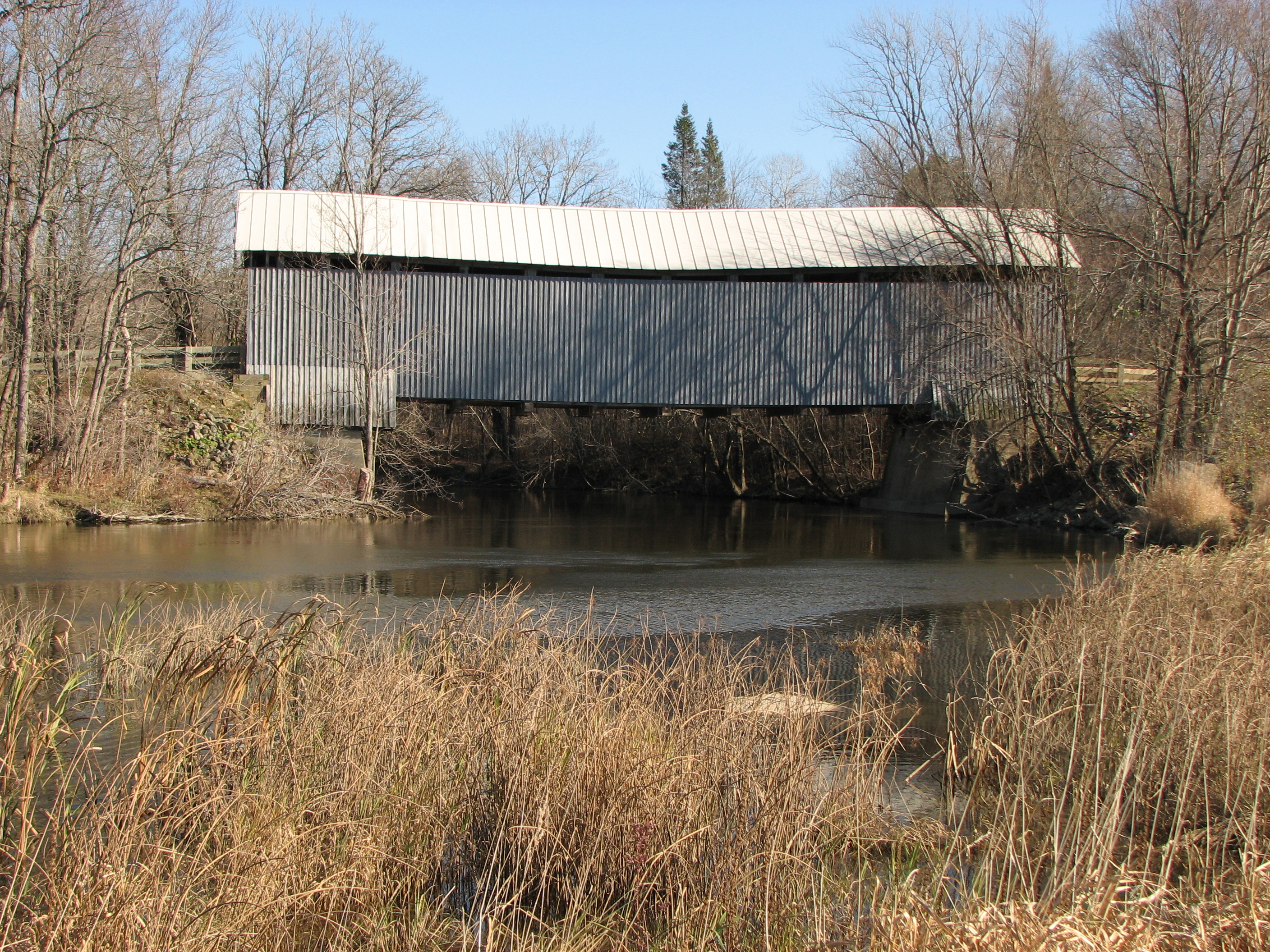
Vue de côté
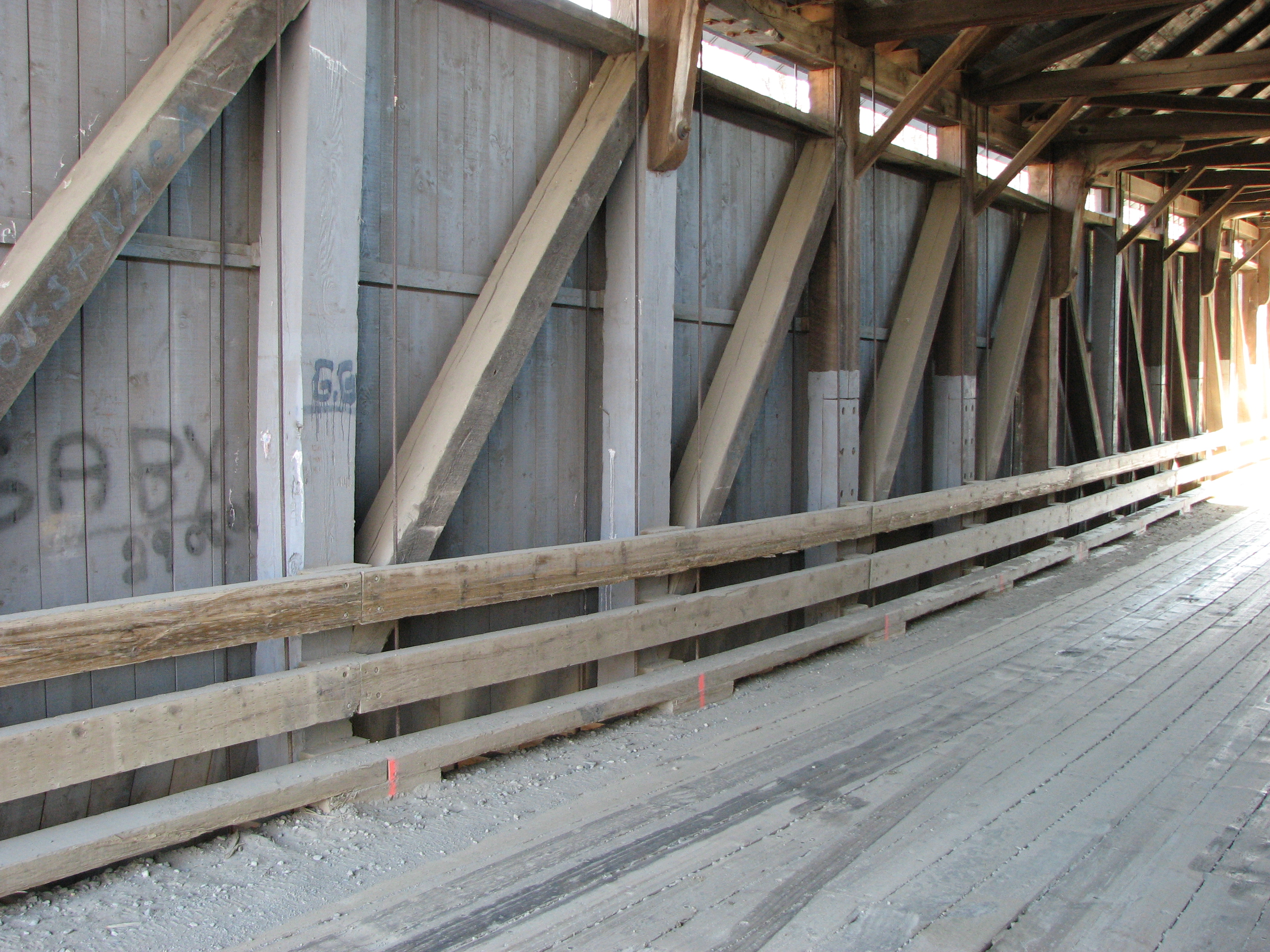
Vue de l'intérieur